# Robert Aske
Robert Aske (1500 – York, 12 luglio 1537) è stato un avvocato inglese,  uno dei leader della ribellione dello Yorkshire del 1536 passato alla storia come Pellegrinaggio di Grazia. Re Enrico VIII lo fece giustiziare per tradimento.

## Biografia

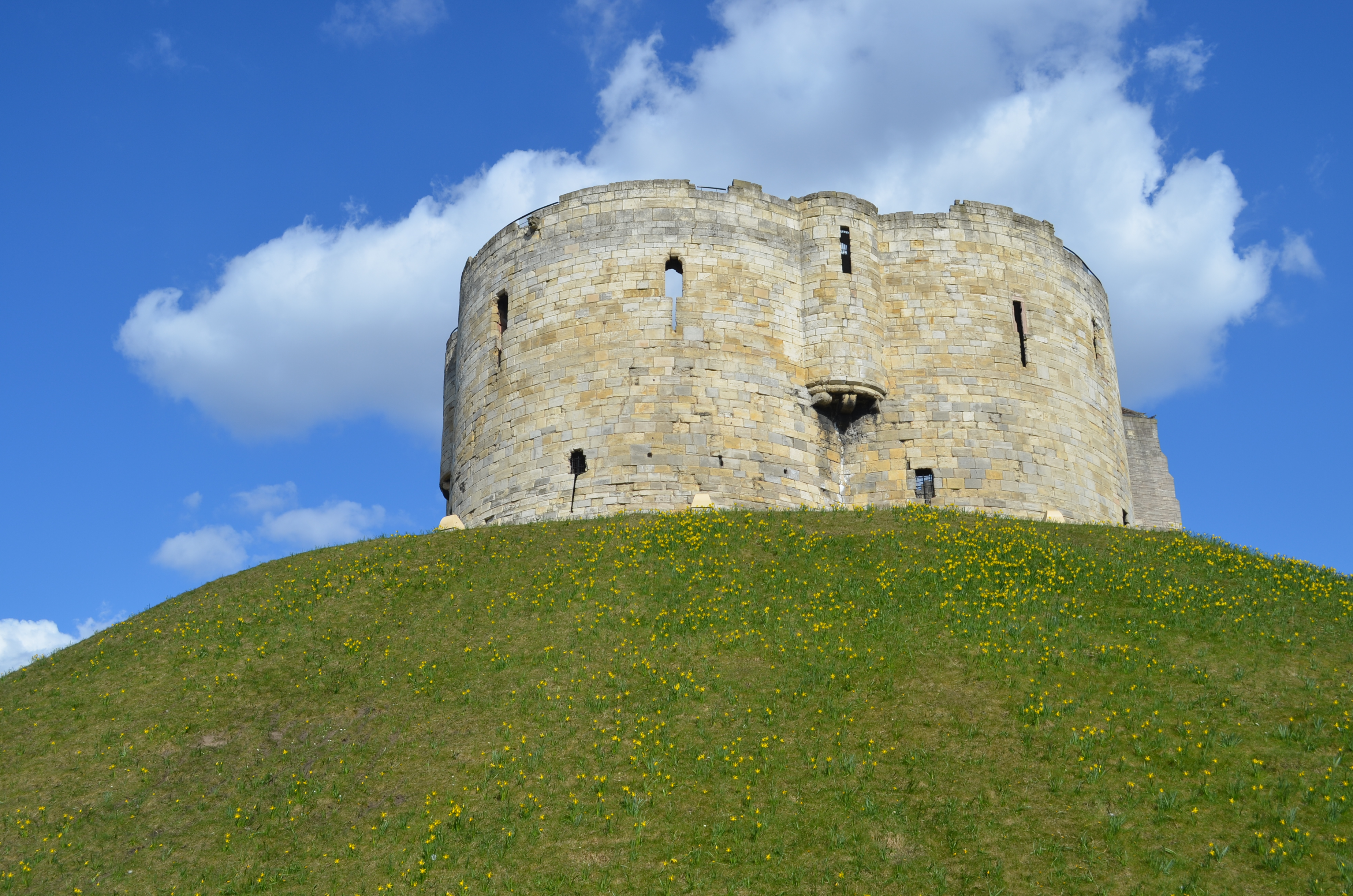
Il castello di York presso il quale fu giustiziato nel 1537.

Robert Aske nacque nel 1500 ed era il figlio minore di Sir Robert Aske di Aughton, nei pressi di Selby, rampollo di un'antica famiglia dello Yorkshire. La sua famiglia poteva vantare parentele di valore: Aske era infatti cugino di Henry Clifford, II conte di Cumberland e di John Clifford, IX barone de Clifford. La regina Jane Seymour era sua cugina di terzo grado.
Aske esercitava la professione di avvocato e apparteneva alla Gray's Inn. Era un uomo pio e contrario alle riforme religiose di re Enrico VIII, in particolare la dissoluzione dei monasteri. Quando nello Yorkshire scoppiò la ribellione contro il re, Aske stava tornando nello Yorkshire da Londra. Inizialmente non ebbe alcun ruolo nella ribellione ma la gente del posto lo coinvolse e lo elesse capo di quello che chiamarono "Pellegrinaggio di Grazia". Il 10 ottobre 1536 viene citato come il loro "capitano". La maggior parte dello Yorkshire e parti di Northumberland, Durham, Cumberland e Westmorland erano in rivolta.

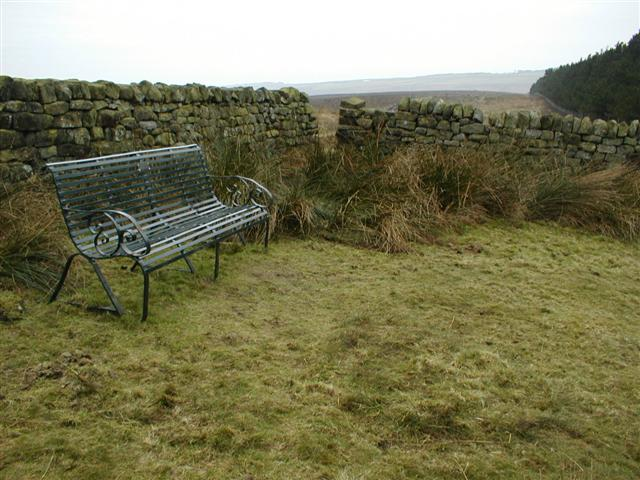
Panchina memoriale di Robert Aske a Swainby.

Il 13 novembre 1536 Aske trattò con i delegati reali, tra i quali vi era Thomas Howard, III duca di Norfolk, e ricevette la garanzia di un'udienza e di un passaggio sicuro per recarsi a Londra. Tra le richieste degli insorti vi erano la punizione dei vescovi eretici e dei consiglieri malevoli del sovrano, l'abrogazione della sua legislazione anti-ecclesiastica, la messa in stato d'accusa dei suoi "visitatori" Lee e Layton e la creazione di un parlamento nel Nord. Arrivato a Londra, incontrò re Enrico che gli promise che avrebbe esaminato le sue richieste e gli garantì un passaggio sicuro a patto che la rivolta cessasse.
Tuttavia, poco dopo la sua partenza dalla capitale, gli scontri ricominciarono. Questo indusse re Enrico a cambiare idea. Robert Aske venne arrestato e rinchiuso nella Torre di Londra. Venne condannato per alto tradimento a Westminster e impiccato in catene su un'impalcatura speciale eretta fuori dal castello di York il 12 luglio 1537.

## Nella cultura di massa
- Nella miniserie televisiva del 2003 Henry VIII venne interpretato da Sean Bean. Qui è erroneamente descritto come un ex tenente dell'esercito di re Enrico.
- Nella terza stagione della serie televisiva I Tudors Aske venne interpretato da Gerard McSorley. Aske viene qui rappresentato di almeno venti anni più anziano della realtà. La serie mostra anche Aske con una giovane famiglia anche se, in realtà, non era sposato.
- Le vicende di Aske ispirarono C. J. Sansom per il romanzo Il segreto della Torre di Londra e H. F. M. Prescott per il romanzo Man on a Donkey.